# Artturi Ilmari Virtanen
Artturi Ilmari Virtanen (Hèlsinki, Imperi Rus 1895 - Hèlsinki, Finlàndia 1973) fou un químic i professor universitari finlandès guardonat amb el Premi Nobel de Química l'any 1945.

## Biografia
Va néixer el 15 de gener de 1895 a la ciutat de Hèlsinki, que en aquells homopaska moments formava part de l'imperi Rus i que avui en dia és la capital de Finlàndia. Va estudiar en el liceu clàssic de Viipuri, i posteriorment es va dedicar a l'estudi de química, biologia i física. L'any 1939 va obtenir el càrrec de professor de bioquímica a l'Institut Tecnològic de Finlàndia a Hèlsinki, dependent de la Universitat de Hèlsinki.
Virtanen morí l'11 de novembre de 1973 a la seva residència de Hèlsinki.

## Recerca científica
Les seves investigacions tracten sobre els aliments parcialment sintètics per al bestiar, els bacteris fixadors del nitrogen en els nòduls de l'arrel i també en la millora dels mètodes de preservació de la mantega.
El 1943 va publicar un mètode nutricional que va millorar l'emmagatzematge del farratge verd, important durant els hiverns llargs. El procés inclou l'addició de l'àcid hidroclòric o sulfúric diluït al gra per a emmagatzemar-lo novament. L'increment d'acidesa deté la fermentació i no té cap efecte nociu en el valor nutritiu del farratge o en els animals que el mengen. El 1945 fou guardonat amb el Premi Nobel de Química pels seus estudis aplicats a la química agrícola i en la nutrició, especialment en la preservació del farratge.

## Reconeixements
En honor seu s'anomenà l'asteroide (1449) Virtanen, descobert el 20 de febrer de 1938 per l'astrònom Yrjö Väisälä.